# Flussmuscheln
Die Flussmuscheln (Unio) sind eine Gattung innerhalb der Familie der Fluss- und Teichmuscheln (Unionidae). Sie kommen weitverbreitet in Fließ- und Stillgewässern in Europa, Nordafrika und dem Nahen Osten vor; eine Art ist in Ostasien heimisch.

## Merkmale
Die Vertreter der Gattung Unio besitzen meist große, gleichklappige Gehäuse von über 40 Millimetern Länge. Die meisten Arten besitzen einen rundlichen, kurz- bis langgestreckt-eiförmigen oder etwas trapezförmigen, auch keilförmigen Gehäuseumriss. Der Wirbel steht nicht oder nur wenig vor. Die Außenseite des Gehäuses ist typischerweise glatt oder mit feinen Rillen oder Falten versehen, kann seltener auch grob berippt sein. Die dick- bis dünnwandige Schale besteht aus einer inneren aragonitischen Perlmutterschicht, einer mittleren aragonitischen Prismenschicht und einem dicken organischen Periostracum. Der Wirbel sitzt vor der Mitte, der hintere Teil des Gehäuses länger als der vordere Teil. Der Wirbel ist relativ niedrig und mit groben, meist konzentrischen, aber auch unterbrochenen Falten skulptiert. Die Area ist mehr oder weniger deutlich ausgebildet. Das Schloss besteht aus zwei Hauptzähnen und zwei Seitenzähnen in der linken Klappe und einem Hauptzahn und einem Seitenzahn in der rechten Klappe („schizodontes“ Schloss). Der Brutbeutel (Marsupium) nimmt alle vier Kiemenblätter ein. Die Entwicklung erfolgt über Larven (Glochidien), die an Fischkiemen parasitieren.

### Ähnliche Gattungen
Die Gattung der Teichmuscheln (Anodonta) unterscheidet sich durch das Schloss; hier fehlen die „Zähne“.

## Geographische Verbreitung und Lebensraum
Die Arten der Gattung Unio kommen in Europa, Nordafrika und im Nahen Osten vor. Die Bachmuschel kommt auch in der Amur-Region und Beringia (Tschuktschen-Halbinsel, Kamtschatka und Alaska) vor. Drei Arten der Gattung Unio sind auch in Deutschland heimisch: die Bachmuschel (Unio crassus), die Malermuschel (Unio pictorum) und die Große Flussmuschel (Unio tumidus). Die Muscheln leben in ruhigen und fließenden Gewässern.

## Taxonomie
Das Taxon Unio wurde bereits 1788 von  Lorens Münter Philipson (auch Philipsson geschrieben) aufgestellt. Typusart der Gattung ist Mya pictorum Linnæus, 1758 durch eine Entscheidung der Internationalen Kommission für Zoologische Nomenklatur. Das Geschlecht der Gattung wurde als maskulin festgelegt.
Nach der neuesten Übersicht von Graf & Cummings (2006) gibt es nur sieben Arten innerhalb der Gattung Unio (s. str.). Seither sind noch fünf Arten hinzugekommen, ältere Taxa, die wieder als gültige Taxa betrachtet werden. Dazu kommen sicher noch einige fossile Arten:
- Unio abyssinicus von Martens, 1866
- Bachmuschel (Unio crassus Philipsson, 1788)
- Unio delphinus Spengler, 1793[4]
- Unio durieui Deshayes, 1847[5]
- Unio gibbus Spengler, 1793[6]
- Unio mancus Lamarck, 1819
- Malermuschel (Unio pictorum Linné, 1758)
- Unio ravoisieri Deshayes, 1847[5]
- Unio terminalis Bourguignat, 1852
- Unio tigridis Bourguignat, 1852
- Unio tumidiformis Da Silva e Castro, 1885[4]
- Große Flussmuschel (Unio tumidus Philipsson, 1788)

## Belege